# Federico Guglielmo di Schleswig-Holstein-Sonderburg-Glücksburg
Federico Guglielmo di Schleswig-Holstein-Sonderburg-Glücksburg (Königsberg, 4 gennaio 1785 – Gottorp, 17 febbraio 1831) fu il primo duca della seconda linea di Schleswig-Holstein-Sonderburg-Glücksburg e fondatore di una linea che include le case reali di Danimarca, Grecia, Norvegia, e Regno Unito. Federico Guglielmo è il nonno paterno di Alessandra di Danimarca, e di conseguenza, è un antenato dell'attuale famiglia reale britannica, inclusa Elisabetta II del Regno Unito. È anche un antenato di suo marito, il Principe Filippo, Duca di Edimburgo, attraverso suo nipote Giorgio I di Grecia.

## Biografia
Era il terzo figlio (ma unico maschio) di Federico Carlo di Schleswig-Holstein-Sonderburg-Beck, e di sua moglie, la contessa Federica di Schlieben.

## Carriera
Nel 1804 suo padre lo mandò in Danimarca, dove il padrino del ragazzo, Federico VI, lo aveva assunto come Rittmeister dal 1803 e l'anno successivo all'Hestgarden di Copenaghen. Gli antenati del duca erano stati al servizio della Prussia, ma a causa di alcune sfortunate disposizioni il padre non era più in buoni rapporti con il re prussiano e quindi si sentì in dovere di mandare il figlio in Danimarca. Dopo solo un anno nella capitale, Federico Guglielmo fu, su sua richiesta, trasferito nell'Holstein, dove l'esercito danese mantenne il servizio di guardia lungo il confine meridionale.
Nel 1809 prese parte al suo primo e unico conflitto a Stralsund contro le truppe prussiane. Stranamente, sia nel 1803 che nel 1806, contro il volere del padre, Federico Guglielmo avrebbe pensato seriamente di arruolarsi, come i suoi antenati, nell'esercito prussiano, ma ricevette invece un certo numero di decorazioni per il suo coinvolgimento nel conflitto.
Nello stesso anno, Federico Guglielmo fu poi nominato maggiore e nel 1809 risiedette al castello di Gottorp con il capo di stato maggiore dell'esercito, il langravio Carlo d'Assia. Qui Vilhelm incontrò la figlia ventenne di Carl e i due si fidanzarono nel novembre 1809 e nel gennaio 1810 celebrarono un tranquillo "matrimonio di guerra" senza la partecipazione dei genitori di Vilhelm o del suo padrino Frederik 6. Il suocero di Vilhelm

## Matrimonio
Durante il suo soggiorno al castello di Gottorp, Federico Guglielmo incontrò Luisa Carolina d'Assia-Kassel, figlia di Carlo d'Assia-Kassel e di Luisa di Danimarca. La coppia si fidanzò nel novembre 1809 e il 26 gennaio 1810 venne celebrarono un tranquillo "matrimonio di guerra" senza la partecipazione dei genitori e del padrino di Federico Guglielmo. Il suocero offrì alla coppia di vivere al castello di Gottorp. Qui gli furono assegnati un intero piano in un'ala laterale e l'accesso ad alcune stanze del castello di Louisenlund.
Dal matrimonio nacquero dieci figli:
- Luisa Maria Federica (23 ottobre 1810-11 maggio 1869), sposò in prime nozze il conte Friedrich von Lasperg, non ebbero figli, e in seconde nozze il conte Alfred von Hohenthal, non ebbero figli;
- Federica Carolina Giuliana (9 ottobre 1811-10 luglio 1902), sposò Alessandro Carlo di Anhalt-Bernburg, non ebbero figli;
- Carlo (30 settembre 1813-24 ottobre 1878), sposò Guglielmina Maria di Danimarca, non ebbero figli;
- Federico (23 ottobre 1814-27 novembre 1885), sposò Adelaide di Schaumburg-Lippe, ebbero cinque figli;
- Guglielmo di Schleswig-Holstein-Sonderburg-Glücksburg (10 aprile 1816-5 settembre 1893);
- Cristiano IX di Danimarca (8 aprile 1818-29 gennaio 1906); sposò Luisa d'Assia-Kassel, ebbero sei figli;
- Luisa, badessa di Itzehoe (18 novembre 1820-30 novembre 1894);
- Giulio (14 ottobre 1824-1 giugno 1903), sposò Elisabeth von Ziegesar, non ebbero figli;
- Giovanni (5 dicembre 1825-27 maggio 1911);
- Nicola di Schleswig-Holstein-Sonderburg-Glücksburg (22 dicembre 1828-18 agosto 1849).

Questo nuovo matrimonio significava che Federico Guglielmo era diventato anche cognato di Federico VI, poiché la sorella della moglie era sposata con il re. Inoltre, sua suocera, Luisa di Danimarca, era una discendente degli Oldenburg, ed è stato tra l'altro grazie a questi legami che il figlio di Guglielmo, Cristiano poté essere considerato in seguito come legittimo erede al trono nel 1852.
Il 25 marzo 1816 Federico Guglielmo successe a suo padre come duca di Schleswig-Holstein-Sonderburg-Beck.
La duchessa vedova senza figli di Federico Enrico Guglielmo di Schleswig-Holstein-Sønderborg-Glücksborg, Anna Karoline di Nassau-Saarbrücken morì il 12 aprile 1824 al Castello di Glücksburg, e questa linea ducale si estinse e la sua proprietà quindi spettava alla Corona. Federico VI ora doveva capire cosa fare del castello di 250 anni, e qui sua moglie, Maria, gli suggerì di lasciarlo a Federico Guglielmo e a sua sorella. Quindi con un decreto reale del 6 luglio 1825 consegnò Glücksborg a Federico Guglielmo con il relativo titolo di duca per lui e per i suoi discendenti.

## Morte
Federico Guglielmo morì il 17 febbraio 1831 per un raffreddore che si era trasformato in polmonite e, secondo lo stesso duca, in scarlattina, che in precedenza aveva colpito due dei suoi figli.

## Titoli e trattamento
- 4 gennaio 1785 - 25 marzo 1816: Sua Altezza Serenissima il Principe Ereditario di Schleswig-Holstein-Sonderburg-Beck
- 25 marzo 1816 - 6 luglio 1825: Sua Altezza Serenissima il Duca di Schleswig-Holstein-Sonderburg-Beck
- 6 luglio 1825 - 17 febbraio 1831: Sua Altezza Serenissima il Duca di Schleswig-Holstein-Sonderburg-Glücksburg

## Ascendenza
|                                                                |                                |                                                              | Genitori                                                     |  |  | Nonni |  |  | Bisnonni                                             |  |  | Trisnonni                                            |  |
|                                                                |                                |                                                              |                                                              |  |  |       |  |  | Pietro Augusto di Schleswig-Holstein-Sonderburg-Beck |  |  | Federico Luigi di Schleswig-Holstein-Sonderburg-Beck |  |
|                                                                |                                |                                                              |                                                              |  |  |       |  |  | Pietro Augusto di Schleswig-Holstein-Sonderburg-Beck |  |  | Federico Luigi di Schleswig-Holstein-Sonderburg-Beck |  |
|                                                                |                                | Luisa Carlotta di Schleswig-Holstein-Sonderburg-Augustenburg |                                                              |  |  |       |  |  | Pietro Augusto di Schleswig-Holstein-Sonderburg-Beck |  |  |                                                      |  |
| Carlo Antonio di Schleswig-Holstein-Sonderburg-Beck            |                                |                                                              |                                                              |  |  |       |  |  | Pietro Augusto di Schleswig-Holstein-Sonderburg-Beck |  |  |                                                      |  |
|                                                                |                                | Sofia d'Assia-Philippsthal                                   | Filippo d'Assia-Philippsthal                                 |  |  |       |  |  |                                                      |  |  |                                                      |  |
|                                                                |                                | Sofia d'Assia-Philippsthal                                   | Filippo d'Assia-Philippsthal                                 |  |  |       |  |  |                                                      |  |  |                                                      |  |
|                                                                |                                | Sofia d'Assia-Philippsthal                                   | Caterina Amalia di Solms-Laubach                             |  |  |       |  |  |                                                      |  |  |                                                      |  |
| Federico Carlo di Schleswig-Holstein-Sonderburg-Beck           |                                | Sofia d'Assia-Philippsthal                                   |                                                              |  |  |       |  |  |                                                      |  |  |                                                      |  |
|                                                                |                                | Alberto Cristoforo di Dohna-Leistenau                        | Alessandro di Dohna-Schlobitten                              |  |  |       |  |  |                                                      |  |  |                                                      |  |
|                                                                |                                | Alberto Cristoforo di Dohna-Leistenau                        | Alessandro di Dohna-Schlobitten                              |  |  |       |  |  |                                                      |  |  |                                                      |  |
|                                                                |                                | Alberto Cristoforo di Dohna-Leistenau                        | Emilia Luisa di Dohna-Carwinden                              |  |  |       |  |  |                                                      |  |  |                                                      |  |
| Federica Pucci di Pitigliano                                   |                                | Alberto Cristoforo di Dohna-Leistenau                        |                                                              |  |  |       |  |  |                                                      |  |  |                                                      |  |
|                                                                |                                | Sofia Enrichetta di Schleswig-Holstein-Sonderburg-Beck       | Federico Luigi di Schleswig-Holstein-Sonderburg-Beck         |  |  |       |  |  |                                                      |  |  |                                                      |  |
|                                                                |                                | Sofia Enrichetta di Schleswig-Holstein-Sonderburg-Beck       | Federico Luigi di Schleswig-Holstein-Sonderburg-Beck         |  |  |       |  |  |                                                      |  |  |                                                      |  |
|                                                                |                                | Sofia Enrichetta di Schleswig-Holstein-Sonderburg-Beck       | Luisa Carlotta di Schleswig-Holstein-Sonderburg-Augustenburg |  |  |       |  |  |                                                      |  |  |                                                      |  |
| Federico Guglielmo di Schleswig-Holstein-Sonderburg-Glücksburg |                                | Sofia Enrichetta di Schleswig-Holstein-Sonderburg-Beck       |                                                              |  |  |       |  |  |                                                      |  |  |                                                      |  |
|                                                                | Giorgio Adamo III di Schlieben | Giorgio Adamo II di Schlieben                                |                                                              |  |  |       |  |  |                                                      |  |  |                                                      |  |
|                                                                | Giorgio Adamo III di Schlieben | Giorgio Adamo II di Schlieben                                |                                                              |  |  |       |  |  |                                                      |  |  |                                                      |  |
|                                                                | Giorgio Adamo III di Schlieben | Eleonora Cristina di Oelsen                                  |                                                              |  |  |       |  |  |                                                      |  |  |                                                      |  |
| Carlo Leopoldo di Schlieben                                    | Giorgio Adamo III di Schlieben |                                                              |                                                              |  |  |       |  |  |                                                      |  |  |                                                      |  |
|                                                                |                                | Caterina Dorotea Finck di Finckenstein                       | Alberto Cristoforo Finck di Finckenstein                     |  |  |       |  |  |                                                      |  |  |                                                      |  |
|                                                                |                                | Caterina Dorotea Finck di Finckenstein                       | Alberto Cristoforo Finck di Finckenstein                     |  |  |       |  |  |                                                      |  |  |                                                      |  |
|                                                                |                                | Caterina Dorotea Finck di Finckenstein                       | Arnolda Carlotta di Creytzen                                 |  |  |       |  |  |                                                      |  |  |                                                      |  |
| Federica di Schlieben                                          |                                | Caterina Dorotea Finck di Finckenstein                       |                                                              |  |  |       |  |  |                                                      |  |  |                                                      |  |
|                                                                |                                | Assuero Ernesto di Lehndorff                                 | Assuero Gerardo di Lehndorff                                 |  |  |       |  |  |                                                      |  |  |                                                      |  |
|                                                                |                                | Assuero Ernesto di Lehndorff                                 | Assuero Gerardo di Lehndorff                                 |  |  |       |  |  |                                                      |  |  |                                                      |  |
|                                                                |                                | Assuero Ernesto di Lehndorff                                 | Maria Eleonora di Dönhoff                                    |  |  |       |  |  |                                                      |  |  |                                                      |  |
| Maria Eleonora di Lehndorff                                    |                                | Assuero Ernesto di Lehndorff                                 |                                                              |  |  |       |  |  |                                                      |  |  |                                                      |  |
|                                                                |                                | Maria Luise di Wallenrodt                                    | Enrico di Wallenrodt                                         |  |  |       |  |  |                                                      |  |  |                                                      |  |
|                                                                |                                | Maria Luise di Wallenrodt                                    | Enrico di Wallenrodt                                         |  |  |       |  |  |                                                      |  |  |                                                      |  |
|                                                                |                                | Maria Luise di Wallenrodt                                    | Maria Caterina di Podewils                                   |  |  |       |  |  |                                                      |  |  |                                                      |  |
|                                                                |                                | Maria Luise di Wallenrodt                                    |                                                              |  |  |       |  |  |                                                      |  |  |                                                      |  |